# Брошенные (Остаться в живых)
«Брошенные» (англ. Left Behind) — 15-й эпизод третьего сезона телесериала «Остаться в живых», и 64-й во всём сериале. Премьера эпизода состоялась на канале ABC 4 апреля 2007 года. Сценарий к эпизоду написали Деймон Линделоф и Элизабет Сарнофф, а режиссёром стала Карен Гавиола. Центральным персонажем эпизода является Кейт.

## Сюжет

### Воспоминания
В Айове ломается машина Кейт, и её буксируют на станцию техобслуживания. Она слышит, как спорят мужчина и женщина. Этой женщиной является Кэссиди, которую Сойер учил быть мошенницей, и у которой он украл все её деньги в воспоминаниях в предыдущем эпизоде. Она пытается провернуть аферу с ювелирными украшениями над мужчиной. Он думает, что ожерелья поддельные, и хочет позвонить в полицию, но Кейт говорит ему, что её отец был ювелиром, и что изделия не поддельные, и она отговаривает мужчину от звонка. Кэссиди спрашивает Кейт, почему она не хотела, чтобы вызвали полицию; позже, за выпивкой в баре, Кейт объясняет, что её отчим был негодяем, поэтому она убила его, сбежала от американского маршала, который арестовал её, и теперь она вернулась в Айову, чтобы поговорить с матерью. Кэссиди предлагает свою помощь. Она говорит, что её тоже обманул и бросил «мерзавец» (имея в виду Сойера), и что один из них заслуживает чего-то хорошего.
Вернувшись в Айову, Кейт стучит в дверь матери. Дайан открывает дверь, но прежде чем она успевает что-либо сказать, копы окружают Кейт и надевают на неё наручники. Появляется маршал Марс и понимает, что это не Кейт; это Кэссиди, одетая как Кейт, которая утверждает, что она просто продаёт Библии. Наблюдая через бинокль с другой стороны улицы, настоящая Кейт понимает, с чем она столкнулась — полиция очень внимательно следит за её мамой, так что ей будет трудно установить с ней контакт. Позже в мотеле Кейт рассказывает, что её мать сдала её полиции, несмотря на то, что Кейт получила страховку на дом и обеспечила жизнь её маме. Кейт хочет знать, почему её мать предала её и выбрала своего жестокого мужа вместо неё.
Кэссиди идёт в ресторан, где работает мама Кейт, и «случайно» выливает на неё миску чили. Дайан идёт в туалет, привести себя в порядок; там её ждёт Кейт. Дайан говорит Кейт, что она убила человека, которого любила, и она утверждает, что она не выбирала, что любила его. Кейт отвечает, что Уэйн плохо обращался с ней, но Дайан всего лишь говорит, что она убила Уэйна ни для кого, кроме себя. Дайан обещает ничего не говорить полиции, но говорит, что сделает это, если снова увидит Кейт. Кейт, от переизбытка эмоций, начинает плакать.
В Айове Кэссиди высаживает Кейт на станции техобслуживания. Кэссиди говорит ей, что она беременна от того же мужчины, который обманул её (Сойер). Она хочет его смерти, но всё равно любит его. Кейт говорит ей вызвать полицию и арестовать его. Кэссиди спрашивает, простит ли Кейт свою маму за то, что она вызвала полицию, на что Кейт отвечает, что нет.

### В Казармах/В джунглях
Кейт в плену у Других и всё ещё в наручниках. Когда Джульет приходит, чтобы принести ей еду, Кейт пытается напасть на неё, но Джульет быстро одолевает её. Вскоре после этого приходит Локк и говорит, что оставляет её и уходит вместе с Другими. Локк говорит ей, что он не хочет возвращаться домой; он объясняет, что он замолвил за неё слово, но когда они сказали ему, кто она и что сделала, он знал, что они, вероятно, не простят её.
Позже Кейт слышит шум снаружи, смотрит через окно и видит, как Другие собираются уходить. Все они надевают противогазы, затем в камеру Кейт гранату с усыпляющим газом. Она просыпается в джунглях, прикованной к наручниками к Джульет. Кейт берёт нож Джульет и безуспешно пытается снять наручники. Кейт говорит, что они возвращаются за её друзьями.
Когда Кейт идёт по тропе, ведущей к казармам, они в конечном итоге вступают в драку из-за Джека, и Кейт вывихивает плечо Джульет. Крик боли Джульет привлекает дымового монстра, и они быстро бегут к корням баньяна, чтобы укрыться. Монстр оказывается перед ними, и лицо Джульет озаряется серией ярких вспышек света. Затем монстр отступает, оставляя Джульет в ужасе. Она утверждает, что никогда раньше не видела этого монстра.
Джульет рассказывает, что Джек велел Кейт не возвращаться за ним не потому, что не хочет, чтобы Кейт пострадала, а потому, что она разбила ему сердце. Затем Джульет просит Кейт обратно вставить плечо, что она и делает, и после этого они засыпают.
Кейт и Джульет продолжают путь к казармам, однако монстр возвращается. Они убегают и натыкаются на пилоны. Кейт рывком останавливает Джульет и говорит, что они не могут пройти через них. Джульет лезет в задний карман, достаёт ключ и отпирает наручники. Затем она бежит к пилону, вводит код доступа на клавиатуре, и они бегут через барьер. Затем Джульет вновь включает пилоны, и они посылают мощную звуковую волну всему, что попытается пройти между ними. Монстр приближается и отскакивает от барьера. Он пытается проникнуть, но не может пройти через забор, после чего он быстро улетает.
Кейт спрашивает Джульет про ключ. Джульет говорит, что её тоже бросили люди, которых она знала и которым доверяла. Она надеялась, что если Кейт решит, что они вместе, то не оставит её в джунглях, как они. Кейт расстёгивает наручники, и они продолжают свой путь к казармам. Казармы выглядят заброшенными. Джульет идёт искать Саида, а Кейт идёт за Джеком, находя его без сознания на полу в своём доме. Кейт будит его и говорит, что Другие ушли из-за неё. Она извиняется и плачет из-за того, что она испортила его планы вернуться домой, но он игнорирует её и спрашивает, где Джульет. Кейт затем приходит в себя эмоционально и говорит, что они тоже бросили её. Они присоединяются к Джульет и Саиду. Джек предлагает взять всё, что смогут найти, и вернуться в лагерь до темноты. Саид возражает по поводу того, чтобы Джульет пошла с ними, но Джек настаивает. Кейт и Саид обмениваются взглядами, будучи обеспокоенными этим новым развитием событий, и отправляются в путь.

### На пляже
На пляже Хёрли говорит Сойеру, что после ситуации с Никки и Пауло по поводу бриллиантов, лагерь собирается проголосовать за то, «изгонять» или не «изгонять» его. Хёрли говорит, что есть преимущества в жизни как части общества, и предлагает ему исправить ситуацию.
Сойер говорит Хёрли, что он готов искупить вину. Он извиняется перед Хёрли за то, что обзывал его кличками, хорошо ведёт себя с Клэр и даёт ей одеяло для ребёнка, и говорит ей, что Аарон выглядит не таким сморщенным с тех пор, как Сойер видел его в последний раз, и объединяется с Десмондом, чтобы пойти на охоту на кабана. Позже Сойер устраивает импровизированную вечеринку с пивом и барбекю для всего лагеря. Чарли говорит Сойеру, что он не слышал ни о каком голосовании, и Сойер понимает, что Хёрли обманом заставил его быть милым. Хёрли объясняет, что с уходом Джека, Локка, Кейт и Саида, Сойер — единственный, кто у них есть, и что он «де-факто» является лидером. Сойеру эта идея не нравится, но Хёрли настаивает на том, что хотя Джеку она тоже не нравится, это не меняет того факта, что все рассчитывали на него. Сойер видит, как он всех порадовал, и пытается сохранить хорошие флюиды, даже предлагая Клэр, чтобы он подержал Аарона.

## Реакция
Во время первого показа эпизод посмотрели 11,66 миллионов зрителей.
Крис Каработт из IGN оценил эпизод на 7,9 из 10, сказав: «Теперь, когда Никки и Пауло мертвы и похоронены, „Остаться в живых“ может вернуться к свиванию комплексной тайны, которая будет сбивать нас с толку ещё долгие месяцы». IGN поставил «Брошенных» на 81-е место из всех эпизодов «Остаться в живых», где также отметили сцены взаимодействия Кейт с Джульет как «интересное женское сближение двух антагонистических персонажей», но «в то же время, вслед за забавным „Разоблачением“, этот эпизод казался ещё одним эпизодом, удерживающим нас от продолжения потрясающих событий из „Человека из Таллахасси“». LA Times поставил этот эпизод на 77 место в списке лучших эпизодов сериала.